# Jakob August Otto

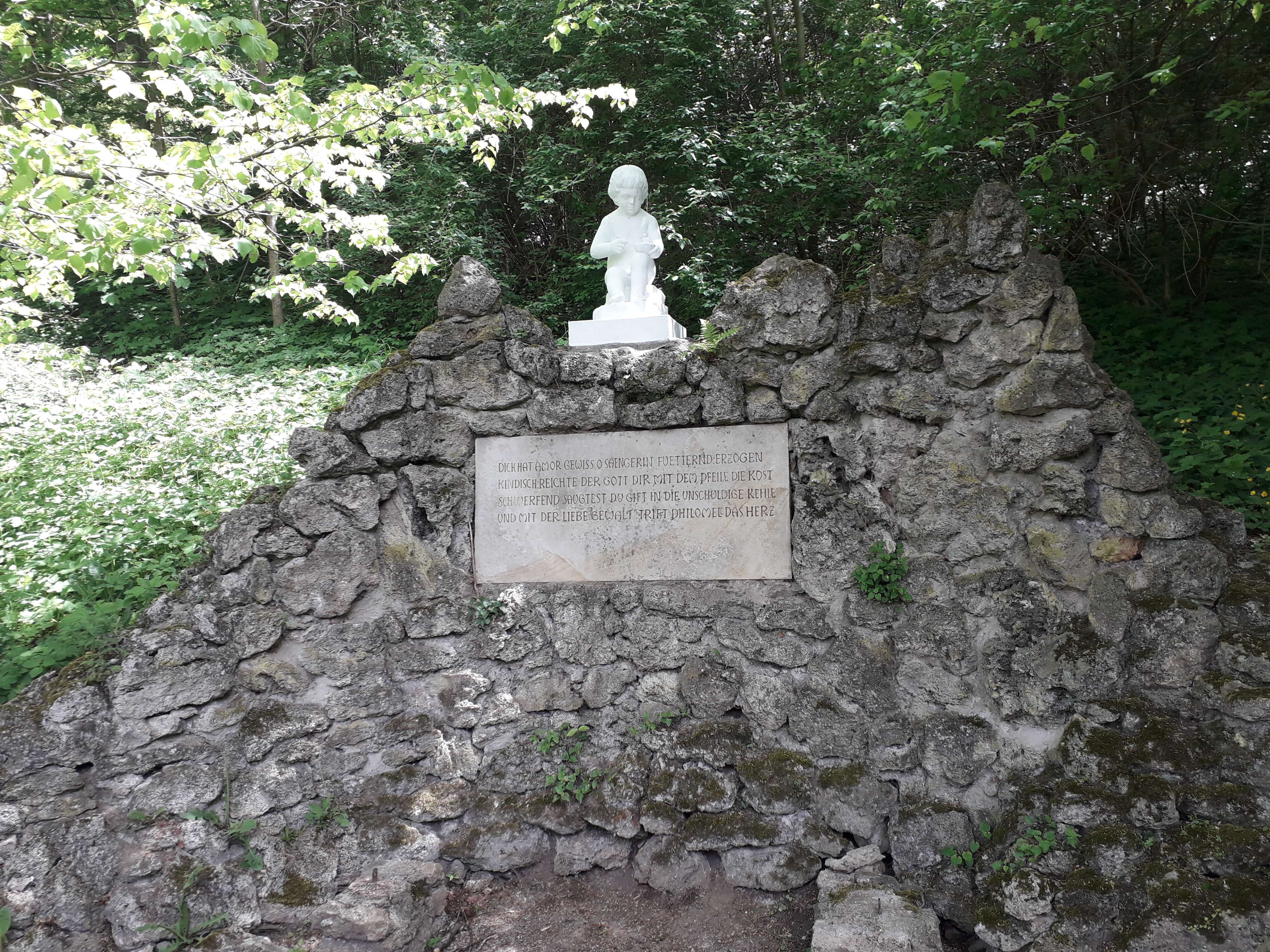
Amor als Nachtigallenfütterer in Tiefurt

Jakob August Otto (* 1760 in Gotha; † 1829 in Lobeda) war ein deutscher Instrumentenmacher und Geigenbauer bzw. Geiger. Er war sachsen-weimarischer Hofinstrumentenmacher.
Otto war als Geigenbauer Schüler von Franz Anton Ernst. Otto fertigte laut der Klassikstiftung Weimar die im Schlosspark Tiefurt befindliche Kopie des Amor als Nachtigallenfütterer an. Das Original schuf Martin Gottlieb Klauer.
Otto veröffentlichte 1828 ein Lehrbuch zum Gitarrenbau bzw. der Geschichte der Gitarre. Er gilt als Erfinder der sechsten Gitarrensaite. Otto erlangte als Geigenbauer durch seine als vorzüglich bewerteten Nachahmungen von Antonio Stradivaris Geigen Ansehen.

## Werke
- Jakob August Otto: Ueber den Bau der Bogeninstrumente und über die Arbeiten der vorzüglichsten Instrumentenmacher zur Belehrung für Musiker. 1828.